# Strömparken
Strömparken är en kommunal park på högra stranden av Motala ström i centrala Norrköping.
Strömparken ritades av Ivar Tengbom och anlades 1922 genom utfyllnad av Motala ström med sten från kraftverksbyggen i strömmen.  I slutet av 1800-talet och början av 1900-talet låg det ett kallbadhus där.
Parken har genomgått en omfattande omdaning 2013 efter planer av bland andra landskapsarkitekten Johanna Grander på Tyréns. I parken har den nya Lekbäcken lagts in parallellt med Motala Ström, med en fisktrappa för att leda öringar och lax uppströms.
I parkens norra del står en ornäsbjörk, vilket är parkens vårdträd. Strömparken nominerades som en av fyra parker till Sienapriset 2014.

## Husbygge vid Gamla Rådstugugatan
Det kommunala bolaget Hyresbostäder har fått marktilldelning och har planerat att bygga ett sjuvånings hyreshus med 35 lägenheter på tomten Torget 5, som idag används som en parkeringsplats vid Gamla Rådstugugatan, nära Refvens grund. Norrköpings kommun ställde ut förslag till detaljplan i en första omgång i november 2011 och i en andra omgång april 2012. Tomten har för länge sedan varit bebyggd, men uppfattas av många som parkmark idag, i omedelbar anslutning till Strömparken. Förslaget om byggande på Torget 5 ledde till bildandet av den ideella föreningen Rädda Strömparken 2012 för att driva opinion mot denna byggnation.
Efter olika beslutsturer och överklagandeturer i förvaltningsdomstolar vann kommunens detaljplan för Torget 5 laga kraft i juni 2014.